# Lecco Calcio 1980-1981
Questa pagina raccoglie le informazioni riguardanti il Lecco Calcio S.p.a. nelle competizioni ufficiali della stagione 1980-1981.

## Stagione
Nella stagione 1980-1981 il Lecco disputa il girone A del campionato di Serie C2, piazzandosi in sesta posizione di classifica con 34 punti. Il campionato è stato vinto dall'Alessandria e dalla Rhodense con 48 punti, entrambe promosse in Serie C1. Retrocedono in Serie D Arona, Biellese ed Asti Torretta Santa Caterina. Sulla panchina il tecnico toscano Amos Mariani, ma paga una partenza lenta e dopo sole nove giornate riceve il benservito, sostituito da Gastone Bean, che non può arginare lo strapotere di Rhodense, Alessandria, Lucchese e Carrarese, che si contendono le due poltrone che valgono la promozione.
Nella Coppa Italia di Serie C la squadra lariana disputa prima del campionato, il quinto girone di qualificazione, che promuove ai sedicesimi di finale della manifestazione la Casatese di Castelnovo, per miglior differenza reti rispetto al Lecco, entrambe prime con 6 punti in classifica.

## Rosa
| N. |                   | Ruolo | Calciatore         |
| -- | ----------------- | ----- | ------------------ |
|    | Italia (bandiera) | D     | Roberto Arrigoni   |
|    | Italia (bandiera) | C     | Paolo Bertani      |
|    | Italia (bandiera) | C     | Paolo Bocchinu     |
|    | Italia (bandiera) | C     | Claudio Bozzini    |
|    | Italia (bandiera) | C     | Gianfranco Bramini |
|    | Italia (bandiera) | A     | Achille Cattaneo   |
|    | Italia (bandiera) | D     | Daniele Cerletti   |
|    | Italia (bandiera) | A     | Fabio Corti        |
|    | Italia (bandiera) | P     | Fabio Corti        |
|    | Italia (bandiera) | A     | Giuseppe Folli     |
|    | Italia (bandiera) | D     | Lorenzo Marconi    |

| N. |                   | Ruolo | Calciatore          |
| -- | ----------------- | ----- | ------------------- |
|    | Italia (bandiera) | C     | Rossano Medea       |
|    | Italia (bandiera) | C     | Giuseppe Pala       |
|    | Italia (bandiera) | A     | Pietro Perini       |
|    | Italia (bandiera) | C     | Gianpietro Pozzoli  |
|    | Italia (bandiera) | D     | Fausto Rigamonti    |
|    | Italia (bandiera) | A     | Giancarlo Rigamonti |
|    | Italia (bandiera) | P     | Domenico Rinaldi    |
|    | Italia (bandiera) | D     | Stefano Sessi       |
|    | Italia (bandiera) | D     | Patrizio Trussoni   |
|    | Italia (bandiera) | D     | Paolo Volpi         |

## Risultati

### Campionato

#### Girone di andata
| Arbitro: | Serboli (Arezzo) |

|                        |           |                        |
| Regali 50’ Lussana 55’ | Marcatori | 28’ Pozzoli 80’ Perini |

| Arbitro: | G. Baldini (Livorno) |

|                    |           |  |
| Bertani 10’ (rig.) | Marcatori |  |

| Arbitro: | F. Tarantola (Genova) |

|            |           |  |
| Baldan 48’ | Marcatori |  |

| Arbitro: | Baroni (Macerata) |

|                        |           |                               |
| F. Corti 30’ Sessi 60’ | Marcatori | 36’ Liquindoli 51’ Ticozzelli |

| Arbitro: | Cesca (Latisana) |

|                                                   |           |           |
| Pioletti 26’ Sacchi 28’ Saporito 55’ Discanni 58’ | Marcatori | 24’ Sessi |

| Arbitro: | Laudato (Taranto) |

|  |           |                   |
|  | Marcatori | 49’, 74’ Del Nero |

| Arbitro: | Amendolia (Messina) |

|                 |           |              |
| Rizzi 6’ (rig.) | Marcatori | 78’ Cerletti |

| Arbitro: | Schiavon (Padova) |

|                                       |           |               |
| Medea 21’, 80’ Bocchinu 24’ Sessi 87’ | Marcatori | 60’ Dell'Anna |

| Arbitro: | E. Tarantola (Genova) |

|                               |           |  |
| Perico 25’ Berlucchi 30’, 50’ | Marcatori |  |

| Arbitro: | T. Sanna (Alghero) |

|                  |           |  |
| Degli Angeli 88’ | Marcatori |  |

| Arbitro: | Gabrielli (Prato) |

|           |           |             |
| Sessi 28’ | Marcatori | 29’ Molteni |

| Arbitro: | Bragagnolo (Torino) |

|                                        |           |              |
| Grosselli 20’ Cassaghi 44’ Fiaschi 60’ | Marcatori | 25’ Bocchinu |

| Arbitro: | Buccini (Sulmona) |

|           |           |  |
| Folli 15’ | Marcatori |  |

| Arona 4 gennaio 1981 14ª giornata | Arona             | 0 – 0 | Lecco | Stadio Comunale\| Arbitro: \| Giometti (Genova) \| |
| Arbitro:                          | Giometti (Genova) |       |       |                                                    |

| Arbitro: | Catania (Roma) |

|             |           |                                      |
| Bertani 69’ | Marcatori | 38’ Ghetti 81’ Resta 86’ Di Prospero |

| Arbitro: | Ramacci (Latina) |

|             |           |  |
| Bertani 89’ | Marcatori |  |

| Savona 25 gennaio 1981 17ª giornata | Savona           | 0 – 0 | Lecco | Stadio Valerio Bacigalupo\| Arbitro: \| Di Santo (Vasto) \| |
| Arbitro:                            | Di Santo (Vasto) |       |       |                                                             |

#### Girone di ritorno
| Arbitro: | Betti (Siena) |

|              |           |           |
| Bocchinu 10’ | Marcatori | 22’ Negri |

| Arbitro: | Gava (Conegliano) |

|  |           |             |
|  | Marcatori | 70’ Bertani |

| Arbitro: | Zuccaro (Catania) |

|                                  |           |             |
| Medea 60’ Bocchinu 68’ Folli 78’ | Marcatori | 73’ Scienza |

| Arbitro: | La Rosa (Messina) |

|                          |           |          |
| Puricelli 4’ Onorini 55’ | Marcatori | 11’ Pala |

| Arbitro: | Scalise (Bologna) |

|                       |           |  |
| Sessi 50’ Bertani 85’ | Marcatori |  |

| Arbitro: | Perdonò (Foggia) |

|              |           |  |
| Del Nero 65’ | Marcatori |  |

| Arbitro: | Schiavon (Padova) |

|                       |           |  |
| Bocchinu 6’ Folli 59’ | Marcatori |  |

| Arbitro: | Pavanello (Legnano) |

|            |           |                    |
| Tosetti 2’ | Marcatori | 53’ (rig.) Bertani |

| Arbitro: | Cassi (Pisa) |

|                  |           |  |
| Medea 74’ (rig.) | Marcatori |  |

| Lecco 12 aprile 1981 27ª giornata | Lecco             | 0 – 0 | Pergocrema | Stadio Mario Rigamonti\| Arbitro: \| Caprini (Perugia) \| |
| Arbitro:                          | Caprini (Perugia) |       |            |                                                           |

| Arbitro: | Giometti (Genova) |

|             |           |  |
| Molteni 90’ | Marcatori |  |

| Lecco 3 maggio 1981 29ª giornata | Lecco           | 0 – 0 | Rhodense | Stadio Mario Rigamonti\| Arbitro: \| Falsetti (Roma) \| |
| Arbitro:                         | Falsetti (Roma) |       |          |                                                         |

| Arbitro: | Ramacci (Latina) |

|             |           |  |
| Calisti 63’ | Marcatori |  |

| Arbitro: | Di Santo (Vasto) |

|                 |           |            |
| F. Corti 2’, 9’ | Marcatori | 70’ Facchi |

| Arbitro: | Laudato (Taranto) |

|                        |           |  |
| Di Prospero 69’ (rig.) | Marcatori |  |

| Arbitro: | Tagliapietra (Vicenza) |

|              |           |                                   |
| Bardelli 76’ | Marcatori | 23’, 34’ Bertani 32’ G. Rigamonti |

| Arbitro: | Barbaraci (Cagliari) |

|                                                      |           |                                |
| Bertani 7’ F. Corti 48’, 57’ Perini 77’ Trussoni 81’ | Marcatori | 25’ (aut.) Trussoni 75’ Ciulli |

### Coppa Italia

#### Quinto girone
| Arbitro: | Biaggi (Legnano) |

|           |           |                                        |
| Folli 60’ | Marcatori | 29’, 49’ Ruffinoni 37’ (rig.) Redaelli |

| Arbitro: | Albertini (Voghera) |

|              |           |                                 |
| Citterio 45’ | Marcatori | 2’ Sessi 62’ Folli 76’ F. Corti |

| 3 settembre 1980 3ª giornata |  | – Turno riposo Lecco |  |  |

| Arbitro: | Bruschini (Firenze) |

|  |           |           |
|  | Marcatori | 10’ Folli |

| Arbitro: | Baldacci (Torino) |

|                               |           |          |
| Cerletti 14’ Medea 22’ (rig.) | Marcatori | 37’ Rota |

| 21 settembre 1980 6ª giornata |  | – Turno riposo Lecco |  |  |